# Lamotrygina
Lamotrygina – aromatyczny, organiczny związek chemiczny o dwupierścieniowym szkielecie złożonym z 3,5-diamino-1,2,4-triazyny i o-dichlorobenzenu. Stosowana jest jako lek przeciwpadaczkowy i stabilizator nastroju.

## Mechanizm działania
Lamotrygina stabilizuje błony neuronalne poprzez hamowanie potencjałozależnych kanałów sodowych, co blokuje uwalnianie aminokwasów pobudzających, przede wszystkim glutaminianu.

## Farmakokinetyka
Lamotrygina po podaniu p.o. jest szybko i całkowicie wchłaniana w przewodzie pokarmowym. Po około 0,5–4 godzinach osiąga maksymalne stężenie w surowicy krwi. W około 55% wiązana jest przez białka osocza. T1/2 wynosi około 29 godzin (24-35) u dorosłych, u dzieci jest najczęściej krótszy; ulega zmianie pod wpływem innych przyjmowanych leków. Wydalanie lamotryginy odbywa się głównie przez nerki w postaci metabolitów i w około 7% w postaci niezmienionej, około 2% leku wydalane jest z kałem.

## Wskazania
Wskazaniem do podawania lamotryginy jest leczenie napadów częściowych z wtórnie uogólnionymi napadami toniczno-klonicznymi, leczenie pierwotnie uogólnionych napadów toniczno-klonicznych, leczenie zespołu Lennoxa-Gestauta. Lamotrygina znajduje zastosowanie jako lek normotymiczny w zapobieganiu epizodom depresji u osób z chorobą afektywną dwubiegunową oraz w zapobieganiu atakom migreny.

## Przeciwwskazania
Przeciwwskazaniem bezwzględnym do podawania leku jest nadwrażliwość na lamotryginę. Nie zaleca się jej stosowania w monoterapii u dzieci do 12. roku życia, wyjątek stanowią dzieci z zespołem Lennoxa-Gastauta. Należy ostrożnie stosować w przypadku chorych z niewydolnością nerek i wątroby; u tych ostatnich dawka leku powinna być zmniejszona o 50%.

## Interakcje z innymi lekami
Leki indukujące enzymy wątrobowe, takie jak fenytoina, karbamazepina, fenobarbital, prymidon, powodują skrócenie T1/2 lamotryginy u dorosłych do 14 godzin, a u dzieci do 7 godzin. Walproinian sodu wydłuża T1/2 lamotryginy do 70 godzin u dorosłych i 45–55 godzin u dzieci. Lamotrygina zmniejsza o 25% stężenie kwasu walproinowego w osoczu, nie wpływa na stężenie fenytoiny; wyniki badań dotyczące wpływu na stężenie głównego metabolitu karbamazepiny 10,11-epoksydu karbamazepiny są niejednoznaczne. Paracetamol może także indukować metabolizm lamotryginy. Lamotrygina nie wpływa na stężenie doustnych środków antykoncepcyjnych w surowicy, istnieją natomiast doniesienia o zmniejszeniu stężenia lamotryginy pod wpływem ich stosowania.

## Działania niepożądane
Podczas stosowania w monoterapii mogą wystąpić:
- bóle i zawroty głowy
- senność lub bezsenność
- zmęczenie, nudności
- rumień wielopostaciowy
- leukopenia.

Aby ryzyko działań niepożądanych było najmniejsze stosuje się powolne zwiększanie dawki (co tydzień), począwszy od dawki najmniejszej, aż do uzyskania dawki terapeutycznej.
Lamotrygina podawana jednocześnie z innymi lekami przeciwpadaczkowymi może powodować bóle i zawroty głowy, zaburzenia widzenia (nieostre lub podwójne widzenie), ataksję, agresywność, drażliwość, zaburzenia ze strony przewodu pokarmowego, uczucie zmęczenia, senność. U 0,3% populacji osób dorosłych i 3% dzieci leczonych lamotryginą obserwowano wystąpienie zapalenia skóry, zespół Stevensa i Johnsona o ciężkim przebiegu, zwłaszcza w połączeniu z kwasem walproinowym.

## Ciąża i laktacja
Kategoria C. Nie należy stosować lamotryginy w okresie karmienia piersią.

## Preparaty
- Lamotrix
- Lamotrigine
- LamotriHEXAL
- Lamitrin
- Danoptin
- Epiral
- Lamilept
- Plexxo
- Trigidon
- Symla
- Triginet
- Epitigrine